# Aceetamide
Aceetamide is een witte, reukloze, kristallijne, hygroscopische vaste stof. Het is een derivaat van azijnzuur en ammoniak. Aceetamide lost zeer gemakkelijk op in water. Zuiver aceetamide heeft een bittere smaak.

## Synthese
De meest gebruikelijke synthesemethode is de dehydratie van ammoniumacetaat (afsplitsen van water door verwarming). Ammoniumacetaat wordt eenvoudigweg gevormd door de zuur-basereactie tussen ammoniak en azijnzuur:
{\displaystyle \mathrm {CH_{3}COOH\ +\ NH_{3}\ \longrightarrow \ CH_{3}COONH_{4}} }
{\displaystyle \mathrm {CH_{3}COONH_{4}\ \longrightarrow \ CH_{3}CONH_{2}\ +\ H_{2}O} }
Een andere methode is de hydratie van acetonitril:
{\displaystyle \mathrm {CH_{3}CN\ +\ H_{2}O\ \longrightarrow \ CH_{3}CONH_{2}} }
Deze omzetting kan ook plaatsgrijpen door bepaalde bacteriën.
Aceetamide kan ook gevormd worden door de reactie van acetylchloride met ammoniak:
{\displaystyle \mathrm {CH_{3}COCl\ +\ NH_{3}\ \longrightarrow \ CH_{3}CONH_{2}\ +\ HCl} }

## Toepassingen
Gesmolten aceetamide is een geschikt oplosmiddel voor veel, zowel anorganische als organische verbindingen.
Aceetamide wordt gebruikt als weekmaker voor leder, textiel, papier en sommige plastics.
Aceetamide wordt gebruikt voor de synthese van vele andere verbindingen in de productie van onder andere farmaceutica, pesticiden, kleurstoffen of antioxidantia voor plastics.

## Toxicologie en veiligheid
De stof is irriterend voor de ogen en de huid. Ze is kankerverwekkend gebleken bij ratten en muizen en wordt beschouwd als mogelijk kankerverwekkend voor de mens.